# Theunis van Schalkwyk
Theunis Jacobus van Schalkwyk (* 14. September 1929 in Krugersdorp; † 27. August 2005 in Roodepoort) war ein südafrikanischer Boxer.

## Karriere
Van Schalkwyk nahm 1950 an den British Empire Games in Auckland teil. In der Gewichtsklasse Mittelgewicht sicherte er sich die Goldmedaille. Zwei Jahre später war er Teilnehmer der Olympischen Spiele. In Helsinki nahm er in der Gewichtsklasse Halbmittelgewicht an den Wettbewerben teil. Dort konnte er sich zunächst gegen Ebbe Kops, Erich Schöppner und Boris Tischin durchsetzen, den abschließenden Finalkampf gegen den Ungarn László Papp verlor er und gewann somit die Silbermedaille.